# 한국해외인프라도시개발지원공사
| 해외건설 촉진법 제1조(목적) 이 법은 해외건설업의 신고와 해외공사에 대한 지원 등 해외건설을 촉진하는 데에 필요한 사항을 정함으로써 해외건설업의 진흥과 국제수지의 향상에 이바지함을 목적으로 한다. 제28조의2(설립) ① 국토교통부장관은 해외인프라ㆍ도시개발사업을 지원하기 위하여 한국해외인프라ㆍ도시개발지원공사(이하 "지원공사"라 한다)를 설립할 수 있다. ② 지원공사는 법인으로 한다. 제28조의6(유사명칭의 사용 금지) 이 법에 따른 지원공사가 아닌 자는 한국해외인프라ㆍ도시개발지원공사 또는 이와 유사한 명칭을 사용하지 못한다. |

해외투자개발사업을 선도하여 해외 건설의 미래를 열겠습니다.
한국해외인프라·도시개발지원공사의 슬로건
해외투자개발사업을 선도하는  국토교통부 산하의 기타공공기관.
본사는 서울특별시 영등포구 국제금융로 10, (50층, 51층) (여의도동, Three IFC)에 위치해 있다.

## 연혁
- 2017년 10월 24일 : 해외건설 촉진법 제28조의2(설립) 본조 신설
- 2018년 4월 25일 : 한국해외인프라·도시개발지원공사 설립
- 2018년 6월 8일 : 한국해외인프라·도시개발지원공사 공식 출범
- 2019년 1월 30일 : 기타공공기관 지정
- 2019년 2월 27일 : FS 및 해외인프라 협력센터 위수탁
- 2019년 5월 13일 : PIS펀드 관리기구 지정
- 2020년 3월 : 국토교통부 해외스마트시티지원사업(KCN) 운영기관 선정
- 2020년 6월 : 기획재정부 인도네시아 수도이전 프로그램(EIPP) 총괄기관 지정
- 2023년 8월 : 해외건설촉진법 개정을 통해 법정자본금 한도 2조원의 상향
- 2024년 5월 : 녹색인프라해외수출 지원펀드 관리기관 지정

## 역대 사장
- 허경구 (2018~2021)[1]
- 이강훈 (2021~2024)[2]
- 김복환 (2024~현재)[3]

## 업무
한국해외인프라·도시개발지원공사는 해외인프라ㆍ도시개발사업의 목적을 달성하기 위하여 다음 각 호의 업무를 수행한다(해외건설 촉진법 제28조의16(업무)).
- 해외인프라ㆍ도시개발사업의 발굴 및 추진
- 해외인프라ㆍ도시개발사업에 대한 투자, 출자 및 금융자문
- 제1호와 관련된 외국정부ㆍ발주자와의 협상 지원
- 해외인프라ㆍ도시개발사업 관련 국제협력
- 정부로부터 위탁받은 업무
- 해외인프라ㆍ도시개발사업 전문가 육성을 위한 교육
- 그 밖에 해외인프라ㆍ도시개발사업에 관련된 업무로서 대통령령으로 정하는 업무

## 채용
한국해외인프라·도시개발지원공사는 일반적으로 연 1회 채용을 진행해왔다. 공통 응시자격으로는 대한민국 국적 소지자, 입사예정일 기준 병역필 및 면제자, 정년(만 60세)에 도달하지 않는 자 등이 있다. 신입직의 경우에는 연령, 성별, 학력, 경력 등은 무관하나 공인어학성적을 반드시 보유하여야만 한다. 내용은 다음과 같다.
- G-TELP Level 2 83점
- G-TELP Speaking Level 4
- OPIc IH
- TEPS 336점
- TEPS Speaking 62점
- TOEFL IBT 98점
- TOEIC 850점
- TOEIC Speaking IH (140점~150점)

## 지배구조
2025년 7월 기준
| 주주명           | 지분율 |
| 정부             | 68.1%  |
| LH               | 5.3%   |
| 건설공제조합     | 5.1%   |
| 한국수출입은행   | 4.8%   |
| 한국철도공사     | 3.8%   |
| 한국도로공사     | 3.5%   |
| 한국수자원공사   | 3.5%   |
| 인천국제공항공사 | 3.1%   |
| 한국공항공사     | 1.7%   |
| 국가철도공단     | 1.1%   |